# Romică Șerban
Romică Șerban, född 18 januari 1970 i Borcea, Rumänien, är en rumänsk kanotist.
Șerban tog bland annat VM-silver i K-4 200 meter i samband med sprintvärldsmästerskapen i kanotsport 2003 i Gainesville, Georgia.